# (6118) 1986 QX3
(6118) 1986 QX3 là một tiểu hành tinh vành đai chính. Nó được phát hiện bởi Henri Debehogne ở Đài thiên văn La Silla ở Chile ngày 31 tháng 8 năm 1986.